# Regions de Mèxic

Regions de Mèxic
Regió de Nord-oest
Regió de Nord-est
Regió d'Occident
Regió d'Orient
Regió de Centre Nord
Regió de Centre Sud
Regió de Sud-est
Regió de Sud-oest

Les Regions de Mèxic són 8 conglomerats dintre de la república mexicana.

## Subdivisions
La divisió regional del territori mexicà es va establir en:
1. Regió de Nord-est
2. Regió de Nord-oest
3. Regió d'Occident
4. Regió d'Orient
5. Regió de Centre Nord
6. Regió de Centre Sud
7. Regió de Sud-est
8. Regió de Sud-oest

### Nord-est de Mèxic
| Entitat               | Capital         | Admissió com estat | Població  | Superfície (km²) |
| # Estat de Coahuila   | Saltillo        | 1824               | 2.475.000 | 151.445          |
| # Estat de Nuevo León | Monterrey       | 1824               | 4.164.000 | 64.203           |
| # Estat de Tamaulipas | Ciudad Victoria | 1824               | 3.020.000 | 80.148           |

### Nord-oest de Mèxic
| Entitat                         | Capital             | Admissió com estat | Població  | Superfície (km²) |
| # Estat de Baixa Califòrnia     | Mexicali            | 1952               | 3.200.000 | 71.546           |
| # Estat de Baixa Califòrnia Sud | La Paz              | 1974               | 517.000   | 73.943           |
| # Estat de Chihuahua            | Chihuahua           | 1824               | 3.238.000 | 247.487          |
| # Estat de Durango              | Victoria de Durango | 1824               | 1.489.000 | 123.367          |
| # Estat de Sinaloa              | Culiacán            | 1831               | 2.610.000 | 57.331           |
| # Estat de Sonora               | Hermosillo          | 1831               | 2.384.000 | 184.946          |

### Occident de Mèxic
| Entitat              | Capital     | Admissió com estat | Població  | Superfície (km²) |
| # Estat de Colima    | Colima      | 1857               | 562.000   | 5.627            |
| # Estat de Nayarit   | Tepic       | 1917               | 943.000   | 27.862           |
| # Estat de Michoacán | Morelia     | 1824               | 3.988.000 | 58.667           |
| # Estat de Jalisco   | Guadalajara | 1824               | 6.652.000 | 78.630           |

### Orient de Mèxic
| Entitat             | Capital                  | Admissió com estat | Població  | Superfície (km²) |
| # Estat d'Hidalgo   | Pachuca de Soto          | 1869               | 2.334.000 | 20.856           |
| # Estat de Puebla   | Puebla de Zaragoza       | 1824               | 5.391.000 | 34.251           |
| # Estat de Tlaxcala | Tlaxcala de Xicohténcatl | 1857               | 1.061.000 | 3.997            |
| # Estat de Veracruz | Xalapa-Enríquez          | 1824               | 7.081.000 | 71.856           |

### Centre Nord de Mèxic
| Entitat                    | Capital               | Admissió com estat | Població  | Superfície (km²) |
| # Estat de Aguascalientes  | Aguascalientes        | 1835               | 1.051.000 | 5.625            |
| # Estat de Guanajuato      | Guanajuato            | 1824               | 4.893.000 | 30.621           |
| # Estat de Querétaro       | Santiago de Querétaro | 1824               | 1.593.000 | 11.658           |
| # Estat de San Luis Potosí | San Luis Potosí       | 1824               | 2.412.000 | 61.165           |
| # Estat de Zacatecas       | Zacatecas             | 1824               | 1.357.000 | 75.416           |

### Centre Sud de Mèxic
| Entitat             | Capital             | Admissió com estat | Població   | Superfície (km²) |
| # Districte Federal | # Districte Federal | 1824               | 8.720.916  | 1,479            |
| # Estat de Mèxic    | Toluca de Lerdo     | 1824               | 14.161.000 | 22.333           |
| # Estat de Morelos  | Cuernavaca          | 1869               | 1.605.000  | 4.892            |

### Sud-est de Mèxic
| Entitat               | Capital                   | Admissió com estat | Població  | Superfície (km²) |
| Estat de Campeche     | San Francisco de Campeche | 1857               | 754.730   | 57.727           |
| Estat de Quintana Roo | Chetumal                  | 1974               | 1.134.000 | 42.535           |
| Estat de Tabasco      | Villahermosa              | 1824               | 2.013.000 | 24.747           |
| Estat de Yucatán      | Mérida                    | 1824               | 1.803.000 | 39.671           |

### Sud-oest de Mèxic
| Entitat             | Capital                   | Admissió com estat | Població  | Superfície (km²) |
| # Estat de Chiapas  | Tuxtla Gutiérrez          | 1824               | 4.256.000 | 73.681           |
| # Estat de Guerrero | Chilpancingo de los Bravo | 1849               | 3.116.000 | 63.618           |
| # Estat de Oaxaca   | Oaxaca de Juárez          | 1824               | 3.522.000 | 93.343           |